# Cornutifera
Cornutifera là một chi bướm đêm thuộc họ Noctuidae.